# 德新海轮劫持事件
德新海轮劫持事件是指2009年10月19日下午中国籍散货轮在印度洋被劫持的事件。“德新海”轮是一艘中国籍散货轮，船上有25名船员，船上的货物是煤。“德新海”轮是在塞舌尔东北320海里、摩加迪沙东偏南980海里处（南纬1度49分3.9秒，东经60度4分49秒），向公司报告有武装海盗分子登船，随后失去联系。最后通话时间为北京时间10月19日16时35分。

## 释放
2009年12月28日該船及船員獲得釋放，據海盜們說已收到400萬美元贖金，才得獲釋。

## 德新海号
“德新海号”属于青岛远洋运输公司，总吨位40,892吨，船长225米，航速13.8节，船上装载煤炭。

## 专题网页
- CCTV专题 （页面存档备份，存于）